# Rio Coari
O rio Coari é um curso de água, afluente pela margem esquerda do rio Solimões, que banha o estado do Amazonas, no Brasil. Localizado no município de Coari, possui aproximadamente 570 quilômetros de extensão.